# Pantano (Burgos)
Pantano es un núcleo de población español, hoy día despoblado, del municipio de Valle de Mena, perteneciente a la provincia de Burgos, en la comunidad autónoma de Castilla y León.

## Demografía
En 2023, el núcleo de población de Pantano, encuadrado dentro de la entidad singular de población de Nava de Mena, no tenía empadronado ningún habitante.